# Shamrock (symbol)

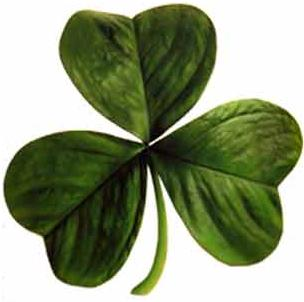
Shamrock

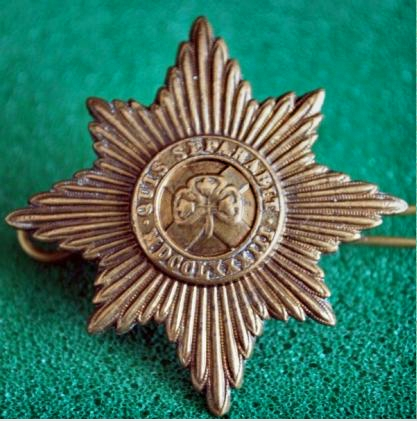
Odznaka Irish Guards

Shamrock (irl. seamróg) – trójlistna koniczyna, biała lub drobnogłówkowa, symbol Irlandii. 
Według legendy, wykorzystał ją Święty Patryk poprzez pokazanie tej rośliny jako jednej łodygi z trzema liśćmi do zobrazowania istoty Trójcy Świętej. W dniu św. Patryka (17 marca), shamrock jest noszony w klapie ubrania przez Irlandczyków na całym świecie. Został również zaadaptowany jako znak firmowy przez irlandzkie linie lotnicze Aer Lingus jak również i inne przedsiębiorstwa, chcące zaakcentować swoją irlandzką przynależność. 
Obecnie symbol ten jest używany bardziej w kulturze irlandzkiej, niż w sferze religijnej, jak to miało miejsce w historii Irlandii.
Wizerunek koniczyny widnieje też na odznace czapek Gwardii Irlandzkiej (ang. Irish Guards cap badge), elitarnych oddziałów piechoty Armii Brytyjskiej.